# Vineh Peak
Der Vineh Peak (englisch; bulgarisch връх Винех wrach Winech) ist ein 186 m hoher und felsiger Hügel im Osten von Rugged Island im Archipel der Südlichen Shetlandinseln. Er ragt 0,68 km östlich der höchsten Erhebung im Bakshev Ridge, 0,93 km südsüdöstlich des Herring Point, 0,58 km westnordwestlich des Vund Point und 0,97 km nördlich des Radev Point auf.
Spanische Wissenschaftler kartierten ihn 1992, bulgarische 2009. Die bulgarische Kommission für Antarktische Geographische Namen benannte ihn 2006 nach Winech, bulgarischer Khan von 756 bis 760.